# 維扎伊哈河 (科爾瓦河支流)
維扎伊哈河（俄语：Вижаиха），是俄羅斯的河流，位於該國西部彼爾姆邊疆區，該河流屬於科爾瓦河的右支流，河道全長94公里，流域面積375平方公里。